# Alcanadre
Alcanadre tỉnh và cộng đồng tự trị La Rioja, phía bắc Tây Ban Nha. Đô thị này có diện tích là 31,08 ki-lô-mét vuông, dân số năm 2009 là 764 người với mật độ 24,58 người/km². Đô thị này có cự ly 29 km so với Logroño.